# غيمان (سنحان)

تعديل مصدري - تعديل

غيمان هي إحدى قرى عزلة الخمس الخامس بمديرية سنحان وبني بهلول التابعة لمحافظة صنعاء، بلغ تعداد سكانها 1303 نسمة حسب تعداد اليمن لعام 2004.